# Anton Krenn (Fußballspieler)
Anton Krenn (* 18. April 1911 in Wien; † 29. März 1993 ebendort) war ein österreichischer Fußballspieler. Der Läufer gewann mit der österreichischen Amateurauswahl bei den Olympischen Spielen 1936 in Berlin die Silbermedaille.

## Karriere
Anton Krenn spielte beim Polizei SV Wien in der II. Liga Nord. Obwohl es sich hierbei um einen professionellen Verein gehandelt hatte, wurde Anton Krenn als Amateur geführt und konnte dadurch auch für die österreichische Amateur-Nationalmannschaft spielen. Von Trainer Jimmy Hogan wurde er 1936 zu den Olympischen Spielen nach Berlin mitgenommen, bis dahin hatte er noch kein Spiel für die nationale Amateur-Auswahl absolviert. Anton Krenn kam in allen vier Partien der Österreicher als rechter Läufer zum Einsatz und erreichte mit dem Team das olympische Finale, welches man gegen Italien in der Veränderung mit 1:2 verlor. Auch nach den Olympischen Spielen blieb Anton Krenn im Kader der Amateur-Nationalelf, mit seinem Verein stieg er allerdings 1937 in die III. Liga ab. Er wurde am Jedleseer Friedhof bestattet.

## Erfolge
- Teilnahme bei den Olympischen Spielen 1936: Silbermedaille
- 5 Spiele für die österreichische Amateur-Nationalmannschaft von 1936 bis 1937